# Pete davidson
 (mai 2021).
La mise en forme du texte ne suit pas les recommandations de Wikipédia : il faut le « wikifier ».
Les points d'amélioration suivants sont les cas les plus fréquents. Le détail des points à revoir est peut-être précisé sur la page de discussion.
- Les titres sont pré-formatés par le logiciel. Ils ne sont ni en capitales, ni en gras.
- Le texte ne doit pas être écrit en capitales (les noms de famille non plus), ni en gras, ni en italique, ni en « petit »…
- Le gras n'est utilisé que pour surligner le titre de l'article dans l'introduction, une seule fois.
- L'italique est rarement utilisé : mots en langue étrangère, titres d'œuvres, noms de bateaux, etc.
- Les citations ne sont pas en italique mais en corps de texte normal. Elles sont entourées par des guillemets français : « et ».
- Les listes à puces sont à éviter, des paragraphes rédigés étant largement préférés. Les tableaux sont à réserver à la présentation de données structurées (résultats, etc.).
- Les appels de note de bas de page (petits chiffres en exposant, introduits par l'outil «  Source ») sont à placer entre la fin de phrase et le point final[comme ça].
- Les liens internes (vers d'autres articles de Wikipédia) sont à choisir avec parcimonie. Créez des liens vers des articles approfondissant le sujet. Les termes génériques sans rapport avec le sujet sont à éviter, ainsi que les répétitions de liens vers un même terme.
- Les liens externes sont à placer uniquement dans une section « Liens externes », à la fin de l'article. Ces liens sont à choisir avec parcimonie suivant les règles définies. Si un lien sert de source à l'article, son insertion dans le texte est à faire par les notes de bas de page.
- La présentation des références doit suivre les conventions bibliographiques. Il est recommandé d'utiliser les modèles {{Ouvrage}}, {{Chapitre}}, {{Article}}, {{Lien web}} et/ou {{Bibliographie}}. Le mode d'édition visuel peut mettre en forme automatiquement les références.
- Insérer une infobox (cadre d'informations à droite) n'est pas obligatoire pour parachever la mise en page.

Pour une aide détaillée, merci de consulter Aide:Wikification.
Si vous pensez que ces points ont été résolus, vous pouvez retirer ce bandeau et améliorer la mise en forme d'un autre article.
Pistes de Sweetener
goodnight n go get well soon
Pete davidson (stylisé en minuscules) est une chanson de la chanteuse américaine Ariana Grande, tirée de son quatrième album studio, Sweetener. Elle est sortie via Republic Records le 17 août 2018 en même temps que l'album. La chanson a été écrite par Ariana Grande, Victoria Monét et ses producteurs Tommy Brown et Charles Anderson. La chanson porte le nom de l'ex-fiancé de Grande, le comédien Pete Davidson.

## Contexte
La chanson était la dernière chanson enregistrée pour Sweetener.
La chanson a été écrite lorsque la chanteuse et son ex-fiancé, Pete Davidson, ont commencé à sortir ensemble. Ses paroles étaient une allusion à cette chanson. Le 7 juin 2018, Grande a confirmé qu'elle avait récemment enregistré un interlude pour Sweetener . Le 17 juin 2018, elle a posté un extrait de l'interlude, puis le même jour, a confirmé le titre «Pete». La chanson a ensuite été renommée "Pete Davidson".

## Réception de la Critique
La chanson a généralement reçu des critiques favorables. Neil McCormick dans le Daily Telegraph a écrit que la chanson est "absolument magnifique, un rien sucré se dissolvant en oohs (surprise) heureux". Le Irish Times de Louis Bruton dit  que la chanson « ajoute une légèreté à l'album »  Brittany Spanos de Rolling Stone a déclaré que "Pete Davidson" est "une chanson qui fait passer le message avec son seul titre, elle a trouvé sa sérénité" . 

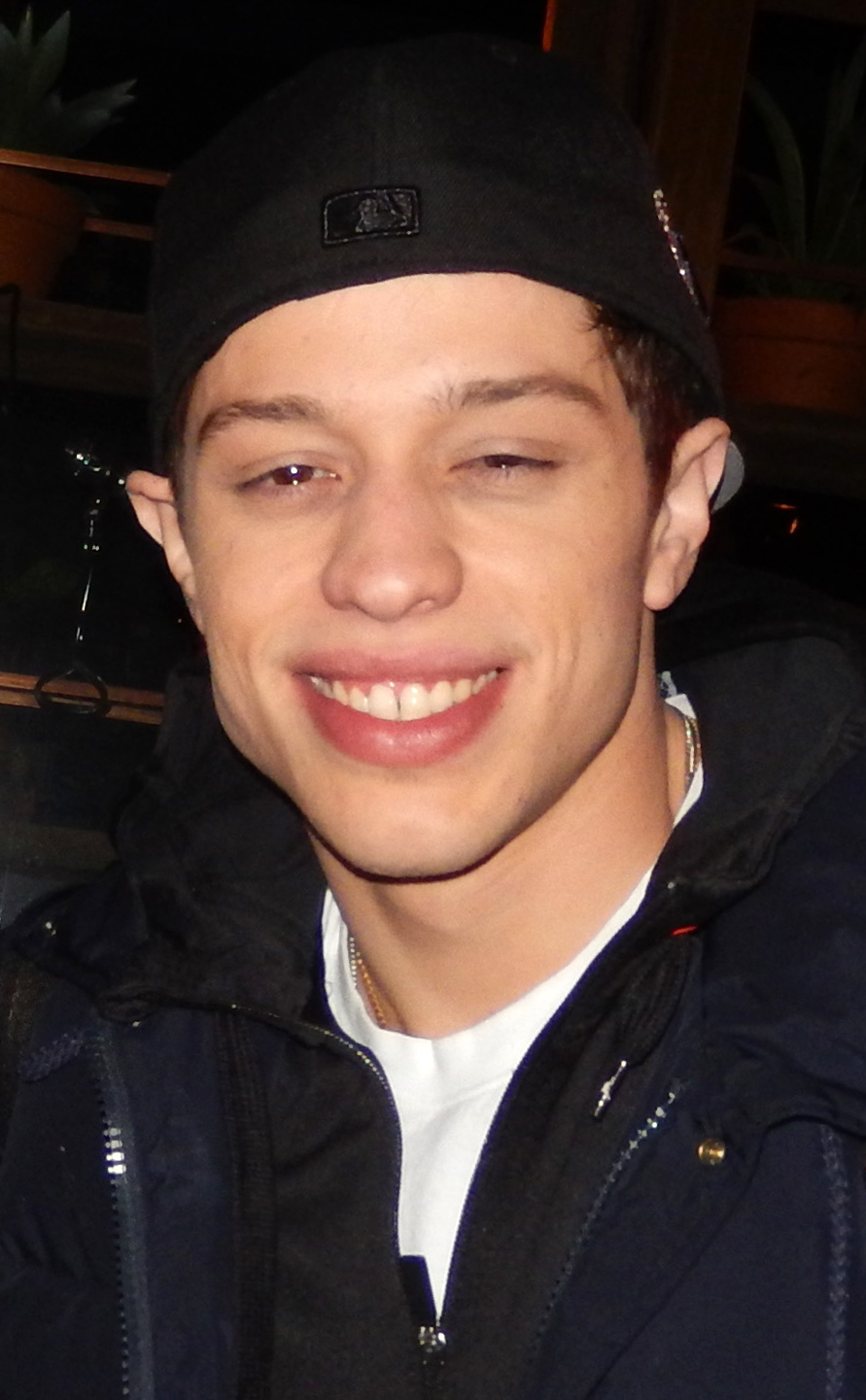
Pete Davidson, le sujet de la chanson, en 2015

## Classement
| Classements (2018)             | position maximale |
| Australie (ARIA)               | 58                |
| Canada (Canadian Hot 100)      | 73                |
| Portugal (AFP)                 | 87                |
| Royaume-Uni (OCC)              | 55                |
| Etats-Unis (Billboard Hot 100) | 99                |

## Performances
Ariana Grande a chanté peu de fois la chanson, elle l'a chanté en live durant son show : "Live at the BBC", puis durant ses concerts "sweetener sessions", en 2018. Elle avait "teasé" un extrait pendant son apparition dans l'émission The Tonight Show starring Jimmy Fallon.

## Paroles et traduction
| en anglais | en français |
| Mmm, yeah, yuh I thought you into my life (Whoa), look at my mind (Yuh) No better place or a time, (Look) how they align Universe must have my back, fell from the sky into my lap And I know you know that you're my soulmate & all that I'm like ooh, ooh, my whole life got me ready for you, ooh, ooh Got me happy, happy. I'ma be happy, happy, yeah. I'ma be happy, happy. Won't get no crying from me, yeah. Gonna be happy, happy. I'ma be happy, happy I'ma be happy, happy, yeah. Gonna be happy, happy. I'ma be happy, happy. I'ma be happy, happy, yeah. Gonna be happy, happy | Mmm, yeah, yuh Je pensais que tu étais entré dans ma vie, wo-oh Regarde mon état d'esprit, yeah Il n'y a pas de meilleur endroit ou de meilleur moment, Regarde comme elles s'alignent L'univers doit me soutenir Tu es tombé du ciel pour atterrir sur mes genoux Et je sais que tu sais que tu es mon âme sœur et tout ça Je suis comme oh, oh Ma vie entière m'a préparé à toi, oh Tu me rends heureuse, heureuse, yeah. Je vais être heureuse, heureuse Tu n'auras aucune larme de moi, yeah. Je vais être heureuse, heureuse Je vais être heureuse, heureuse. Je vais être heureuse, heureuse, yeah Je vais être heureuse, heureuse. Je vais être heureuse, heureuse Je vais être heureuse, heureuse, yeah. Je vais être heureuse, heureuse |

## Informations
Ariana explique qu'elle a finalement choisi de nommer la chanson "pete davidson" et non "pete" (comme cela était initialement prévu). Elle tweet et indique qu'elle aime le résultat, qu'elle aime son nom, et qu'elle aime sa personne.